# Piłka nożna na Letnich Igrzyskach Olimpijskich 1924

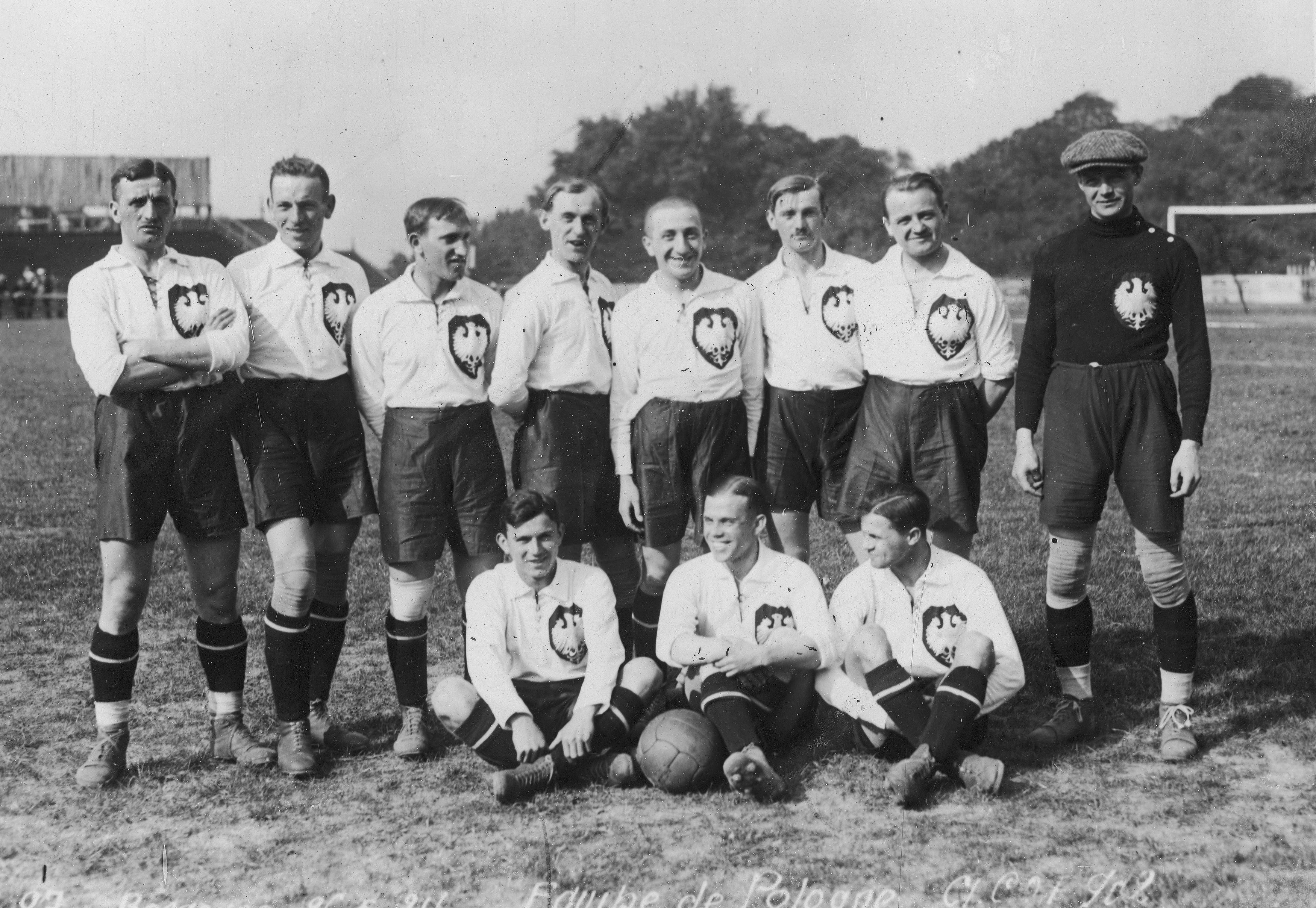
Reprezentacja Polski przed swoim meczem w czasie Igrzysk

Wyniki turnieju piłki nożnej odbywającego się na Letnich Igrzyskach Olimpijskich w 1924 r. w Paryżu. W tym roku FIFA posiadała w swojej organizacji 34 członków, 9 doszło po poprzednim turnieju, w którym 2 nie było jeszcze nawet w FIFA. W turnieju tym wystąpiły 22 reprezentacje z 4 kontynentów Europy, Afryki, Ameryki Północnej i Ameryki Południowej oprócz dwóch z Azji i Australii i Oceanii. Zwycięzca tego turnieju zostawał zarówno mistrzem olimpijskim, jak i świata.

## Wyniki
Reprezentacje: Belgii, Bułgarii, Egiptu, Francji, Irlandii, Łotwy, Luksemburga, Holandii, Rumunii i Szwecji przystąpiły do rozgrywek dopiero od II rundy.

## I runda
| 25 maja 1924 15:30 | Włochy · Vallana 84' (sam.) | 1 : 0Report | Hiszpania | Stade Olympique, Colombes Widzów: 18 991 Sędzia: Marcel Slawik (FRA) |
|                    |                             |             |           |                                                                      |

| 25 maja 1924 15:30 | Czechosłowacja · Sloup 21' · Sedláček 28', 37' · Novák 64' · Čapek 74' | 5 : 2Report | Turcja · Refet 63', 82' | Stade Bergeyre, Paryż Widzów: 4344 Sędzia: P. Chr. Andersen (NOR) |
|                    |                                                                        |             |                         |                                                                   |

| 25 maja 1924 15:30 | Szwajcaria · Sturzenegger 2', 43', 68', 85' · Dietrich 14' · Abegglen 41', 50', 58' · Ramseyer 63' (k.) | 9 : 0Report | Litwa | Stade Pershing, Vincennes Widzów: 8110 Sędzia: Antonio Scamoni (ITA) |
|                    | |             |       |                                                                      |

| 25 maja 1924 17:15 | Stany Zjednoczone · Straden 15' (k.) | 1 : 0Report | Estonia | Stade Pershing, Vincennes Widzów: 8110 Sędzia: Paul Putz (BEL) |
|                    |                                      |             |         |                                                                |

| 26 maja 1924 16:00 | Urugwaj · Vidal 20' · Scarone 23' · Cea 50', 80' · Petrone 35', 61' · Romano 58' | 7 : 0Report | Królestwo SHS | Stade Olympique, Colombes Widzów: 3025 Sędzia: Georges Vallat (FRA) |
|                    |                                                                                  |             |               |                                                                     |

| 26 maja 1924 17:00 | Węgry · Eisenhoffer 14' · Hirzer 51', 58' · Opata 70', 87' | 5 : 0(1 : 0)Raport | Polska | Stade Bergeyre, Paryż Widzów: 3578 Sędzia: Johannes Mutters (Holandia) |
|                    |                                                            |                    |        |                                                                        |

## II runda
| 27 maja 1924 17:00 | Francja · Crut 17', 28', 55' · Nicolas 25', 50' · Boyer 71', 87' | 7 : 0Report | Łotwa | Stade de Paris Widzów: 5145 Sędzia: Henri Christophe (BEL) |
|                    |                                                                  |             |       |                                                            |

| 27 maja 1924 16:00 | Holandia · Hurgronje 8' · Pijl 32', 52', 66', 68' · de Natris 69' (k.) | 6 : 0Report | Rumunia | Stade Olympique, Colombes Widzów: 1840 Sędzia: Felix Herren (SUI) |
|                    |                                                                        |             |         |                                                                   |

| 28 maja 1924 17:00 | Szwajcaria · Dietrich 79' | 1 : 1 (dogr.)Report | Czechosłowacja · Sloup 21' (k.) | Stade Bergeyre Widzów: 9157 Sędzia: P. Chr. Andersen (NOR) |
|                    |                           |                     |                                 |                                                            |

| 30 maja 1924 17:00 | Szwajcaria · Pache 87' | 1 : 0Report | Czechosłowacja | Stade Bergeyre Widzów: 5673 Sędzia: Marcel Slawik (FRA) |
|                    |                        |             |                |                                                         |

| 28 maja 1924 16:00 | Irlandia · Duncan 75' | 1 : 0Report | Bułgaria | Stade Olympique, Colombes Widzów: 1659 Sędzia: A. Henriot (FRA) |
|                    |                       |             |          |                                                                 |

| 29 maja 1924 14:15 | Włochy · Baloncieri 20' · Della Valle 38' | 2 : 0Report | Luksemburg | Stade Pershing Widzów: 4254 Sędzia: Jean Richard (FRA) |
|                    |                                           |             |            |                                                        |

| 29 maja 1924 16:00 | Szwecja · Kock 8', 24', 77' · Rydell 20', 61', 83' · Brommesson 30' · Keller 46' | 8 : 1Report | Belgia · Larnoe 67' | Stade Olympique, Colombes Widzów: 8532 Sędzia: Heinrich Retschury (AUT) |
|                    |                                                                                  |             |                     |                                                                         |

| 29 maja 1924 17:00 | Królestwo Egiptu · Yakan 4', 58' · Hegazi 40' | 3 : 0Report | Węgry | Stade de Paris Widzów: 4371 Sędzia: Luis Collina (ESP) |
|                    |                                               |             |       |                                                        |

| 29 maja 1924 17:00 | Urugwaj · Petrone 10', 44' · Scarone 15' | 3 : 0Report | Stany Zjednoczone | Stade Bergeyre Widzów: 10 455 Sędzia: Charles Barette (BEL) |
|                    |                                          |             |                   |                                                             |

## Ćwierćfinały
| 1 czerwca 1924 16:00 | Francja · Nicolas 12' | 1 : 5Report | Urugwaj · Scarone 2', 24' · Petrone 58', 68' · Romano 83' | Stade Olympique, Colombes Widzów: 30 868 Sędzia: P. Chr. Andersen (NOR) |
|                      |                       |             |                                                           |                                                                         |

| 1 czerwca 1924 16:00 | Szwecja · Kaufeldt 5', 71' · Brommesson 31', 34' · Rydell 49' | 5 : 0Report | Królestwo Egiptu | Stade Pershing Widzów: 6484 Sędzia: Henri Christophe (BEL) |
|                      |                                                               |             |                  |                                                            |

| 2 czerwca 1924 17:00 | Szwajcaria · Sturzenegger 47' · Abegglen 60' | 2 : 1Report | Włochy · Della Valle 52' | Stade Bergeyre Widzów: 8359 Sędzia: Johannes Mutters (NED) |
|                      |                                              |             |                          |                                                            |

| 2 czerwca 1924 17:00 | Holandia · Formenoy 7', 104' | 2 : 1 (dogr.)Report | Irlandia · Ghent 33' | Stade de Paris Widzów: 1506 Sędzia: Heinrich Retschury (AUT) |
|                      |                              |                     |                      |                                                              |

## Półfinały
| 5 czerwca 1924 17:00 | Szwajcaria · Abegglen 15', 77' | 2 : 1Report | Szwecja · Kock 41' | Stade Olympique, Colombes Widzów: 7448 Sędzia: Mihaly Ivancsics (HUN) |
|                      |                                |             |                    |                                                                       |

| 6 czerwca 1924 17:00 | Urugwaj · Cea 62' · Scarone 81' (k.) | 2 : 1Report | Holandia · Pijl 32' | Stade Olympique, Colombes Widzów: 7088 Sędzia: Georges Vallat (FRA) |
|                      |                                      |             |                     |                                                                     |

## Mecz o 3. miejsce
| 8 czerwca 1924 16:00 | Szwecja · Kaufeldt 44' | 1 : 1Report | Holandia · le Fèvre 77' | Stade Olympique, Colombes Widzów: 9915 Sędzia: Heinrich Retschury (AUT) |
|                      |                        |             |                         |                                                                         |

| 9 czerwca 1924 14:30 | Szwecja · Rydell 34', 77' · Lundquist 42' | 3 : 1Report | Holandia · Formenoy 43' (k.) | Stade Olympique, Colombes Widzów: 40 522 Sędzia: Youssuf Mohamed (EGY) |
|                      |                                           |             |                              |                                                                        |

## Finał
| 9 czerwca 1924 16:30 | Urugwaj · Petrone 9' · Cea 65' · Romano 82' | 3 : 0Report | Szwajcaria | Stade Olympique, Colombes Widzów: 40 522 Sędzia: Marcel Slawik (FRA) |
|                      |                                             |             |            |                                                                      |

|  | Skład: Andrés Mazali Pedro Arispe José Nasazzi Alfredo Ghierra José Vidal José Leandro Andrade Angel Romano Pedro Cea Pedro Petrone Hector Scarone Santos Urdinarán Trener: Ernesto Figoli | Finale des JO 1924 |  | Skład: Hans Pulver Rudolf Ramseyer Adolphe Reymond Aron Pollitz Paul Schmiedlin August Oberhauser Paul Fässler Max Abegglen Walter Dietrich Robert Pache Karl Ehrenbolger Trener: Edward Duckworth |

## Medale
| Złoto   | Srebro     | Brąz    |
| Urugwaj | Szwajcaria | Szwecja |